# Hedgehog (arma)
El Hedgehog (Eriçó en anglès) era una arma antisubmarina que es va fer servir principalment durant la Segona Guerra Mundial. L'aparell, desenvolupat per la Royal Navy, disparava 24 projectils de morter endavant del vaixell quan atacava a un U-Boot. Es va instal·lar en vaixells que feien escorta de combois com destructors, fragates i corbetes per a complementar les càrregues de profunditat.
Els projectils de morter feien servir espoletes de contacte i no de profunditat, això feia que la detonació tingués lloc amb l'impacte contra una superfície dura com el casc d'un submarí, això els feia més efectius que les càrregues de profunditat que causaven el seu efecte per mitjà de les ones de xoc hidroestàtiques.

## Descripció
L'eriçó s'anomenà així a causa del seu aspecte. Es tractava d'un llançador situat al castell de proa i que estava equipat amb 24 projectils, que es llançaven endavant de la proa a una distància prefixada de 230 metres i que queien a l'aigua una zona el·líptica (Hedgehog Mark 10) o rodona (Hedgehog Mark 11) d'uns 40 metres de diàmetre. El llançador era fix, però posteriorment es va substituir per un de giroestabilitzat per a superar els moviments de guinyada i capcineig de la nau.

## Característiques
Del projectil
- Calibre: 178 mm (7 inch)
- Pes: 29 kg (65 lb)
- Explosiv: 13,6 kg (30 lb)
- Avast: 230 m

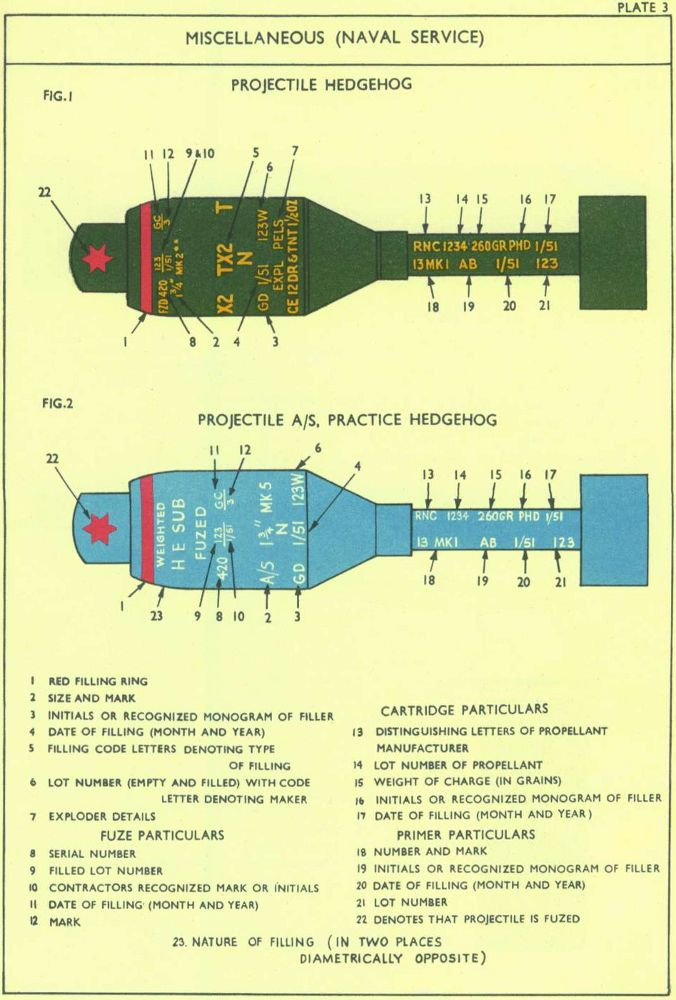
Hedgehog ASW projectile diagram

- Velocitat d'enfonsament: 6,7 a 7,2 m/s (22 a 23,5 ft/s)